# Маслюхи
Маслюхи (пол. Maśluchy) — село в Польщі, у гміні Устимів Любартівського повіту Люблінського воєводства. Населення — 404 особи (2011).

## Історія
1676 року вперше згадується церква східного обряду в селі.
За даними етнографічної експедиції 1869—1870 років під керівництвом Павла Чубинського, у селі переважно проживали греко-католики, які розмовляли українською мовою.

## Населення
Демографічна структура станом на 31 березня 2011 року:
|          | Загалом | Допрацездатний вік | Працездатний вік | Постпрацездатний вік |
| -------- | ------- | ------------------ | ---------------- | -------------------- |
| Чоловіки | 199     | 48                 | 130              | 21                   |
| Жінки    | 205     | 41                 | 116              | 48                   |
| Разом    | 404     | 89                 | 246              | 69                   |